# Clara Sola
Clara Sola es una película dramática costarricense de 2021 dirigida por Nathalie Álvarez Mesén -es su ópera prima- con el guion conjunto de Álvarez Mesén y María Camila Arias. Fue seleccionada como candidata de Costa Rica al Óscar a la mejor película internacional en los 94.os Premios de la Academia de 2022.

## Trama
La película está ambientada en una remota aldea costarricense, en la que Clara - interpretada por la bailarina Wendy Chinchilla- de cuarenta años, tiene un despertar sexual después de toda una vida de represión religiosa y bajo el control de su madre, Doña Fresia, la matriarca de la familia. «Dios me la dio así, se queda así '» instruye firmemente a un médico que observa con preocupación que la columna vertebral de Clara, plagada de escoliosis, se tuerce cada vez más y le causa problemas pulmonares, algo que una operación razonablemente fácil podría solucionar. Parte de la situación de Clara también se encuentra en algún lugar dentro del espectro autista, otro problema sin resolver, muy en consonancia con su inviolable personalidad de santa.
La tensión aumenta en la familia a medida que la sobrina menor de Clara, María, que está a punto de cumplir quince años, provocando un despertar sexual y místico en Clara, y un viaje para liberarse de las convenciones que han dominado su vida.

## Reparto
- Wendy Chinchilla Araya en el papel de Clara
- Ana Julia Porras Espinoza en el papel de María
- Flor María Vargas Chávez en el papel de Fresia
- Daniel Castañeda Rincón en el papel de Santiago

## Acogida
La crítica de cine Jara Yáñez destaca de la película que "se encuadra en cierta idea de realismo mágico para elaborar un film de personaje (...) es una película sobre la sexualidad femenina que puede ser leída como un canto a la liberación de la mujer y su emancipación".
Si bien una fuerte dosis de realismo mágico se descubre en este hábitat, un franco rayo de luz nórdica también hace sentir su presencia en Clara Sola, iluminando los procedimientos y resaltando los movimientos de la naturaleza (de los cuales Costa Rica debe tener algunos de los más hermosos en el mundo). Jan Lumholdt en Cineeuropa.